# Freedom House
Freedom House – założona w 1941 przez Wendella Willkiego i Eleanorę Roosevelt amerykańska organizacja, określająca się jako „pozapartyjna organizacja non-profit”, która jest „wyraźnym głosem na rzecz demokracji i wolności na całym świecie”.
Freedom House mówi o sobie, że „wyrażała stanowczy sprzeciw wobec dyktatur w Ameryce Środkowej i Chile, apartheidu w Afryce Południowej, tłumienia praskiej wiosny, radzieckiej inwazji Afganistanu, ludobójstwa w Bośni i Rwandzie i brutalnego gwałcenia praw człowieka na Kubie, w Birmie, Chinach, Iraku. Jest szermierzem obrony praw działaczy demokratycznych, ludzi wierzących, związkowców, dziennikarzy i rzeczników wolnego rynku”.
W latach 40. XX wieku Freedom House popierała plan Marshalla i utworzenie NATO. W latach 50. i 60. była orędownikiem ruchu praw obywatelskich w USA. W latach 80. wspierała ruch „Solidarność” w Polsce i opozycję demokratyczną na Filipinach.
Freedom House deklaruje, że jej „zarząd jednomyślnie podziela pogląd, iż amerykańskie przywództwo na arenie międzynarodowej ma zasadnicze znaczenie dla sprawy praw człowieka i wolności”.

## Organizacja
Prezesem Freedom House od września 2005 r. jest Peter Ackerman. Wcześniej funkcję tę pełnił James Woolsey, były dyrektor CIA. Wiceprezesami zarządu są Stuart Eizenstat i Mark Palmer.
Freedom House jest finansowana przez liczne fundacje. W niektórych latach otrzymywała około 35 proc. funduszy od rządu USA za pośrednictwem Narodowego Funduszu na rzecz Demokracji, Agencji USA na rzecz Rozwoju Międzynarodowego (USAID) i Departamentu Stanu.
Freedom House jest wciąż głównie amerykańską organizacją, chociaż posiada biura na całym świecie; w Stanach Zjednoczonych (Nowy Jork i Waszyngton) oraz m.in. w Europie Środkowo-Wschodniej (Budapeszt, Bukareszt i Warszawa).
Freedom House jest członkiem Międzynarodowej Giełdy Wolności Wypowiedzi (International Freedom of Expression Exchange), wirtualnej sieci organizacji pozarządowych, które monitorują naruszenia wolności wypowiedzi na całym świecie i prowadzą kampanie w obronie dziennikarzy, pisarzy i obrońców praw człowieka.

## Raporty
Freedom House przygotowuje coroczny raport Freedom in the World o stanie demokracji i wolności we wszystkich państwach świata i wybranych terytoriach zależnych i spornych (zobacz raport 2009). Raport jest efektem monitorowania zmian w zakresie respektowania i ochrony przez władze państwowe praw politycznych (swoboda działalności konkurencyjnych partii politycznych (wolne wybory)) i wolności obywatelskich (religijnych, etnicznych, ekonomicznych, językowych, praw kobiet i rodziny, wolności osobistych, wolności prasy, przekonań i stowarzyszeń). Te prawa i swobody są w dużej mierze zaczerpnięte z Powszechnej Deklaracji Praw Człowieka. Każdemu państwu przyznawana jest (osobno w dziedzinie praw politycznych i osobno w zakresie wolności obywatelskich) ocena w skali od 1 do 7, gdzie jeden oznacza najwyższy poziom wolności, a siedem najniższy. Średnia ocena państwa z obu tych obszarów (praw politycznych i wolności obywatelskich) określa jego status jako: „Wolny” (od 1,0 do 2,5 pkt), „Częściowo wolny” (od 3,0 do 5,0 pkt) lub „Bez wolności” (od 5,5 do 7,0 pkt). Zobacz: status państw 2009. Raporty są opracowywane od 1972 roku.
Freedom House sporządza również roczne raporty Freedom of the Press o wolności prasy na świecie (raport 2009, mapa wolności prasy), bada przemiany demokratyczne w krajach byłego bloku wschodniego (program Nations in Transit, zobacz: raport 2009), wolność kobiet na Bliskim Wschodzie i jakość rządzenia w krajach objętych przez prezydenta George’a W. Busha milenijnym programem pomocy zagranicy.
     wolny
     częściowo wolny
     bez wolności

Wolność na świecie w 2018 według raportu Freedom House.
wolny
częściowo wolny
bez wolności

W raportach Freedom House państwa są zazwyczaj grupowane według kryteriów historycznych i kulturowych, a nie według stricte geograficznych.
Na przykład:
- Państwa Bliskiego Wschodu i Afryki Północnej są grupowane razem.
- Wywodząca się z okresu zimnej wojny polityczna definicja Europy Zachodniej jest używana również wobec takich krajów, jak Turcja, Grecja i Cypr.
- Europa Wschodnia obejmuje wszystkie kraje będące dawniej częścią Związku Radzieckiego, włączając również te położone w Azji, takie jak Tadżykistan czy Uzbekistan.

### Ranking Freedom in the World 2014
Legenda:
| Wskaźnik             | Status | Status          | Status       |
| -------------------- | ------ | --------------- | ------------ |
| Freedom in the World | Wolny  | Częściowo wolny | Bez wolności |

#### Europa Środkowa i Wschodnia oraz były Związek Radziecki
| Państwo              | Prawa polityczne | Swobody obywatelskie | Status          |                    | Państwo | Prawa polityczne | Swobody obywatelskie | Status |
| Albania              | 3                | 3                    | częściowo wolny | Macedonia Północna | 3       | 3                | częściowo wolny      |        |
| Armenia              | 5                | 4                    | częściowo wolny | Mołdawia           | 3       | 3                | częściowo wolny      |        |
| Azerbejdżan          | 6                | 6                    | bez wolności    | Polska             | 2       | 2                | wolny                |        |
| Białoruś             | 7                | 6                    | bez wolności    | Rumunia            | 2       | 2                | wolny                |        |
| Bośnia i Hercegowina | 3                | 3                    | częściowo wolny | Rosja              | 6       | 5                | bez wolności         |        |
| Bułgaria             | 2                | 2                    | wolny           | Serbia             | 2       | 2                | wolny                |        |
| Chorwacja            | 1                | 2                    | wolny           | Słowacja           | 1       | 1                | wolny                |        |
| Czechy               | 1                | 1                    | wolny           | Słowenia           | 1       | 1                | wolny                |        |
| Estonia              | 1                | 1                    | wolny           | Tadżykistan        | 6       | 6                | bez wolności         |        |
| Gruzja               | 3                | 3                    | częściowo wolny | Turkmenistan       | 7       | 7                | bez wolności         |        |
| Kazachstan           | 6                | 5                    | bez wolności    | Ukraina            | 4       | 3                | częściowo wolny      |        |
| Kirgistan            | 5                | 5                    | częściowo wolny | Uzbekistan         | 7       | 7                | bez wolności         |        |
| Litwa                | 1                | 1                    | wolny           | Węgry              | 1       | 2                | wolny                |        |
| Łotwa                | 2                | 2                    | wolny           | Czarnogóra         | 3       | 2                | wolny                |        |

#### Europa Zachodnia
| Państwo       | Prawa polityczne | Swobody obywatelskie | Status |                 | Państwo | Prawa polityczne | Swobody obywatelskie | Status |
| Andora        | 1                | 1                    | wolny  | Luksemburg      | 1       | 1                | wolny                |        |
| Austria       | 1                | 1                    | wolny  | Malta           | 1       | 1                | wolny                |        |
| Belgia        | 1                | 1                    | wolny  | Monako          | 2       | 1                | wolny                |        |
| Cypr          | 1                | 1                    | wolny  | Holandia        | 1       | 1                | wolny                |        |
| Dania         | 1                | 1                    | wolny  | Norwegia        | 1       | 1                | wolny                |        |
| Finlandia     | 1                | 1                    | wolny  | Portugalia      | 1       | 1                | wolny                |        |
| Francja       | 1                | 1                    | wolny  | San Marino      | 1       | 1                | wolny                |        |
| Niemcy        | 1                | 1                    | wolny  | Hiszpania       | 1       | 1                | wolny                |        |
| Grecja        | 2                | 2                    | wolny  | Szwecja         | 1       | 1                | wolny                |        |
| Islandia      | 1                | 1                    | wolny  | Szwajcaria      | 1       | 1                | wolny                |        |
| Irlandia      | 1                | 1                    | wolny  | Turcja          | 3       | 4                | częściowo wolny      |        |
| Włochy        | 1                | 1                    | wolny  | Wielka Brytania | 1       | 1                | wolny                |        |
| Liechtenstein | 1                | 1                    | wolny  |                 |         |                  |                      |        |

#### Ameryki
| Państwo           | Prawa polityczne | Swobody obywatelskie | Status          |                           | Państwo | Prawa polityczne | Swobody obywatelskie | Status |
| Antigua i Barbuda | 2                | 2                    | wolny           | Kolumbia                  | 3       | 4                | częściowo wolny      |        |
| Argentyna         | 2                | 2                    | wolny           | Kostaryka                 | 1       | 1                | wolny                |        |
| Bahamy            | 1                | 1                    | wolny           | Kuba                      | 7       | 6                | bez wolności         |        |
| Barbados          | 1                | 1                    | wolny           | Meksyk                    | 3       | 3                | częściowo wolny      |        |
| Belize            | 1                | 2                    | wolny           | Nikaragua                 | 4       | 3                | częściowo wolny      |        |
| Boliwia           | 3                | 3                    | częściowo wolny | Paragwaj                  | 3       | 3                | częściowo wolny      |        |
| Chile             | 1                | 1                    | wolny           | Peru                      | 2       | 3                | wolny                |        |
| Dominika          | 1                | 1                    | wolny           | Saint Kitts i Nevis       | 1       | 1                | wolny                |        |
| Dominikana        | 2                | 3                    | wolny           | Saint Lucia               | 1       | 1                | wolny                |        |
| Ekwador           | 3                | 3                    | częściowo wolny | Saint Vincent i Grenadyny | 2       | 1                | wolny                |        |
| Grenada           | 1                | 2                    | wolny           | Salwador                  | 2       | 3                | wolny                |        |
| Gujana            | 2                | 3                    | wolny           | Surinam                   | 2       | 2                | wolny                |        |
| Gwatemala         | 3                | 4                    | częściowo wolny | Trynidad i Tobago         | 2       | 2                | wolny                |        |
| Haiti             | 4                | 5                    | częściowo wolny | Urugwaj                   | 1       | 1                | wolny                |        |
| Honduras          | 4                | 4                    | częściowo wolny | Stany Zjednoczone         | 1       | 1                | wolny                |        |
| Jamajka           | 2                | 3                    | wolny           | Wenezuela                 | 5       | 5                | częściowo wolny      |        |
| Kanada            | 1                | 1                    | wolny           | Brazylia                  | 2       | 2                | wolny                |        |

#### Bliski Wschód i Afryka Północna
| Państwo  | Prawa polityczne | Swobody obywatelskie | Status          |                              | Państwo | Prawa polityczne | Swobody obywatelskie | Status |
| Algieria | 6                | 5                    | bez wolności    | Libia                        | 4       | 5                | częściowo wolny      |        |
| Egipt    | 6                | 5                    | bez wolności    | Oman                         | 6       | 5                | bez wolności         |        |
| Iran     | 6                | 6                    | bez wolności    | Katar                        | 6       | 5                | bez wolności         |        |
| Irak     | 5                | 6                    | bez wolności    | Arabia Saudyjska             | 7       | 7                | bez wolności         |        |
| Izrael   | 1                | 2                    | wolny           | Syria                        | 7       | 7                | bez wolności         |        |
| Jordania | 6                | 5                    | bez wolności    | Tunezja                      | 3       | 3                | częściowo wolny      |        |
| Kuwejt   | 5                | 5                    | częściowo wolny | Zjednoczone Emiraty Arabskie | 6       | 5                | bez wolności         |        |
| Liban    | 5                | 4                    | częściowo wolny | Jemen                        | 6       | 6                | bez wolności         |        |
| Maroko   | 5                | 4                    | częściowo wolny |                              |         |                  |                      |        |

#### Afryka Subsaharyjska
| Państwo                       | Prawa polityczne | Swobody obywatelskie | Status          |                                   | Państwo | Prawa polityczne | Swobody obywatelskie | Status |
| Angola                        | 6                | 5                    | bez wolności    | Liberia                           | 3       | 4                | częściowo wolny      |        |
| Benin                         | 2                | 2                    | wolny           | Madagaskar                        | 6       | 4                | częściowo wolny      |        |
| Botswana                      | 3                | 2                    | wolny           | Malawi                            | 3       | 4                | częściowo wolny      |        |
| Burkina Faso                  | 5                | 3                    | częściowo wolny | Mali                              | 5       | 4                | częściowo wolny      |        |
| Burundi                       | 5                | 5                    | częściowo wolny | Mauretania                        | 6       | 5                | bez wolności         |        |
| Kamerun                       | 6                | 6                    | bez wolności    | Mauritius                         | 1       | 2                | wolny                |        |
| Republika Zielonego Przylądka | 1                | 1                    | wolny           | Mozambik                          | 4       | 3                | częściowo wolny      |        |
| Republika Środkowoafrykańska  | 7                | 7                    | bez wolności    | Namibia                           | 2       | 2                | wolny                |        |
| Czad                          | 7                | 6                    | bez wolności    | Niger                             | 3       | 4                | częściowo wolny      |        |
| Komory                        | 3                | 4                    | częściowo wolny | Nigeria                           | 4       | 4                | częściowo wolny      |        |
| Kongo                         | 6                | 5                    | bez wolności    | Rwanda                            | 6       | 5                | bez wolności         |        |
| Demokratyczna Republika Konga | 6                | 6                    | bez wolności    | Wyspy Świętego Tomasza i Książęca | 2       | 2                | wolny                |        |
| Wybrzeże Kości Słoniowej      | 5                | 4                    | częściowo wolny | Senegal                           | 2       | 2                | wolny                |        |
| Dżibuti                       | 6                | 5                    | bez wolności    | Seszele                           | 3       | 3                | częściowo wolny      |        |
| Gwinea Równikowa              | 7                | 7                    | bez wolności    | Sierra Leone                      | 3       | 3                | częściowo wolny      |        |
| Erytrea                       | 7                | 7                    | bez wolności    | Somalia                           | 7       | 7                | bez wolności         |        |
| Etiopia                       | 6                | 6                    | bez wolności    | Południowa Afryka                 | 2       | 2                | wolny                |        |
| Gabon                         | 6                | 5                    | bez wolności    | Sudan                             | 7       | 7                | bez wolności         |        |
| Gambia                        | 6                | 6                    | bez wolności    | Eswatini                          | 7       | 5                | bez wolności         |        |
| Ghana                         | 1                | 2                    | wolny           | Tanzania                          | 3       | 3                | częściowo wolny      |        |
| Gwinea                        | 5                | 5                    | częściowo wolny | Togo                              | 4       | 4                | częściowo wolny      |        |
| Gwinea Bissau                 | 6                | 5                    | bez wolności    | Uganda                            | 6       | 4                | częściowo wolny      |        |
| Kenia                         | 4                | 4                    | częściowo wolny | Zambia                            | 3       | 4                | częściowo wolny      |        |
| Lesotho                       | 2                | 3                    | wolny           | Zimbabwe                          | 6       | 5                | bez wolności         |        |

#### Azja i Pacyfik
| Państwo         | Prawa polityczne | Swobody obywatelskie | Status          |                   | Państwo | Prawa polityczne | Swobody obywatelskie | Status |
| Afganistan      | 6                | 6                    | bez wolności    | Nauru             | 1       | 1                | wolny                |        |
| Australia       | 1                | 1                    | wolny           | Nepal             | 4       | 4                | częściowo wolny      |        |
| Bangladesz      | 4                | 3                    | wolny           | Nowa Zelandia     | 1       | 1                | wolny                |        |
| Bhutan          | 3                | 4                    | częściowo wolny | Korea Północna    | 7       | 7                | bez wolności         |        |
| Brunei          | 6                | 5                    | bez wolności    | Pakistan          | 4       | 5                | częściowo wolny      |        |
| Mjanma          | 6                | 5                    | bez wolności    | Palau             | 1       | 1                | wolny                |        |
| Kambodża        | 6                | 5                    | bez wolności    | Papua-Nowa Gwinea | 3       | 3                | częściowo wolny      |        |
| Chiny           | 7                | 6                    | bez wolności    | Filipiny          | 3       | 3                | częściowo wolny      |        |
| Timor Wschodni  | 3                | 4                    | częściowo wolny | Samoa             | 2       | 2                | wolny                |        |
| Fidżi           | 6                | 4                    | częściowo wolny | Singapur          | 4       | 4                | częściowo wolny      |        |
| Indie           | 2                | 3                    | wolny           | Wyspy Salomona    | 4       | 3                | częściowo wolny      |        |
| Indonezja       | 2                | 4                    | częściowo wolny | Korea Południowa  | 2       | 2                | wolny                |        |
| Japonia         | 1                | 1                    | wolny           | Sri Lanka         | 5       | 4                | częściowo wolny      |        |
| Kiribati        | 1                | 1                    | wolny           | Tajwan            | 1       | 2                | wolny                |        |
| Laos            | 7                | 6                    | bez wolności    | Tajlandia         | 4       | 4                | częściowo wolny      |        |
| Malezja         | 4                | 4                    | częściowo wolny | Tonga             | 2       | 2                | wolny                |        |
| Malediwy        | 4                | 4                    | częściowo wolny | Tuvalu            | 1       | 1                | wolny                |        |
| Wyspy Marshalla | 1                | 1                    | wolny           | Vanuatu           | 2       | 2                | wolny                |        |
| Mikronezja      | 1                | 1                    | wolny           | Wietnam           | 7       | 5                | bez wolności         |        |
| Mongolia        | 1                | 2                    | wolny           |                   |         |                  |                      |        |

## Inne rankingi międzynarodowe
- IMD International: Światowy Rocznik Konkurencyjności 2005, ranking 60 gospodarek (państw i regionów)
- Światowe Forum Ekonomiczne: Światowy Raport Konkurencyjności 2006-2007, ranking wzrostu konkurencyjności 104 państw
- A.T. Kearney i Foreign Policy Magazine: Wskaźnik Globalizacji 2005, ranking 62 państw
- Program Rozwoju Narodów Zjednoczonych: Wskaźnik Rozwoju Społecznego 2004, ranking 177 państw
- Save the Children: Sytuacja Matek Świata 2004, ranking 119 państw
- Heritage Foundation i The Wall Street Journal: Wskaźnik Wolności Gospodarczej 2005, ranking 155 państw
- The Economist: Wskaźnik Jakości Życia 2005, ranking 111 państw
- Transparency International: Wskaźnik Percepcji Korupcji 2004, ranking 146 państw
- Reporterzy bez Granic: Wskaźnik Wolności Prasy 2004, ranking 167 państw.